# Speelplaats Falckstraat
Speelplaats Falckstraat is een voorbeeld van toegepaste kunst in Amsterdam-Centrum.

## Speelplaats
Deze speelplaats kwam tot stand door een initiatief van Comité en Stichting KinderVerzet & Vriendschap Toen & Nu. Als inspiratie diende Het verlaten hotel van Mirjam Elias en Atlas van een verlaten stad van Bianca Stigter. De Falckstraat in Amsterdam is een redelijk anonieme straat in de Frederikspleinbuurt, zij loopt tussen de veel bekendere Reguliersgracht en Frederiksplein. De straat is voorzien van een brede middenstrook, die voornamelijk diende tot parkeerplaats en later tot plantsoen.
In de Tweede Wereldoorlog kreeg de Falckstraat wel enige bekendheid. De Wilhelmina Catharinaschool aan de Weteringschans 263 bedacht een oplossing om vanaf zomer 1941 Joodse kinderen te behouden voor de school. Men splitste de school in tweeën. Het deel aan de Weteringschans werd bestemd voor de niet-Joodse kinderen (voorkanters); het deel aan de Falckstraat voor de Joodse kinderen (achterkanters). Onder de Duitse bezetter werden Joden uit de niet-Joodse wereld geweerd en moesten dus ook apart onderwijs krijgen. De splitsing werkte niet perfect, de kinderen hielden onder moeilijke omstandigheden (er stond een muur tussen) toch onderling contact. Toen een groep NSB-kinderen afkomstig uit de buurt de Joodse kinderen belaagde, vochten de niet-Joodse kinderen ze van het schoolpleintje af. De speelplaats is een herinnering aan die situatie (muur met gaten), maar tevens een protest tegen pesten in het algemeen. De school behield de Joodse kinderen maar één jaar; het volgend seizoen waren er door deportaties te weinig kinderen over; de nog schoolgaande kinderen moesten (voor zo lang dat nog duurde) voortaan naar de Joubertstraat.  
Kunstenaar Merijn Bolink liet zich vooral inspireren door het boek van Mirjan Elias en vertaalde een aantal onderwerpen naar artistieke kunstwerken die tevens door speelobject kunnen dienen.
Burgemeester Femke Halsema onthulde de beeldengroep op 19 april 2024 in samenwerking met Phileine, de kinderburgemeester 2024 van Amsterdam. De presentatie was in handen van Dieuwertje Blok.

## Afbeeldingen

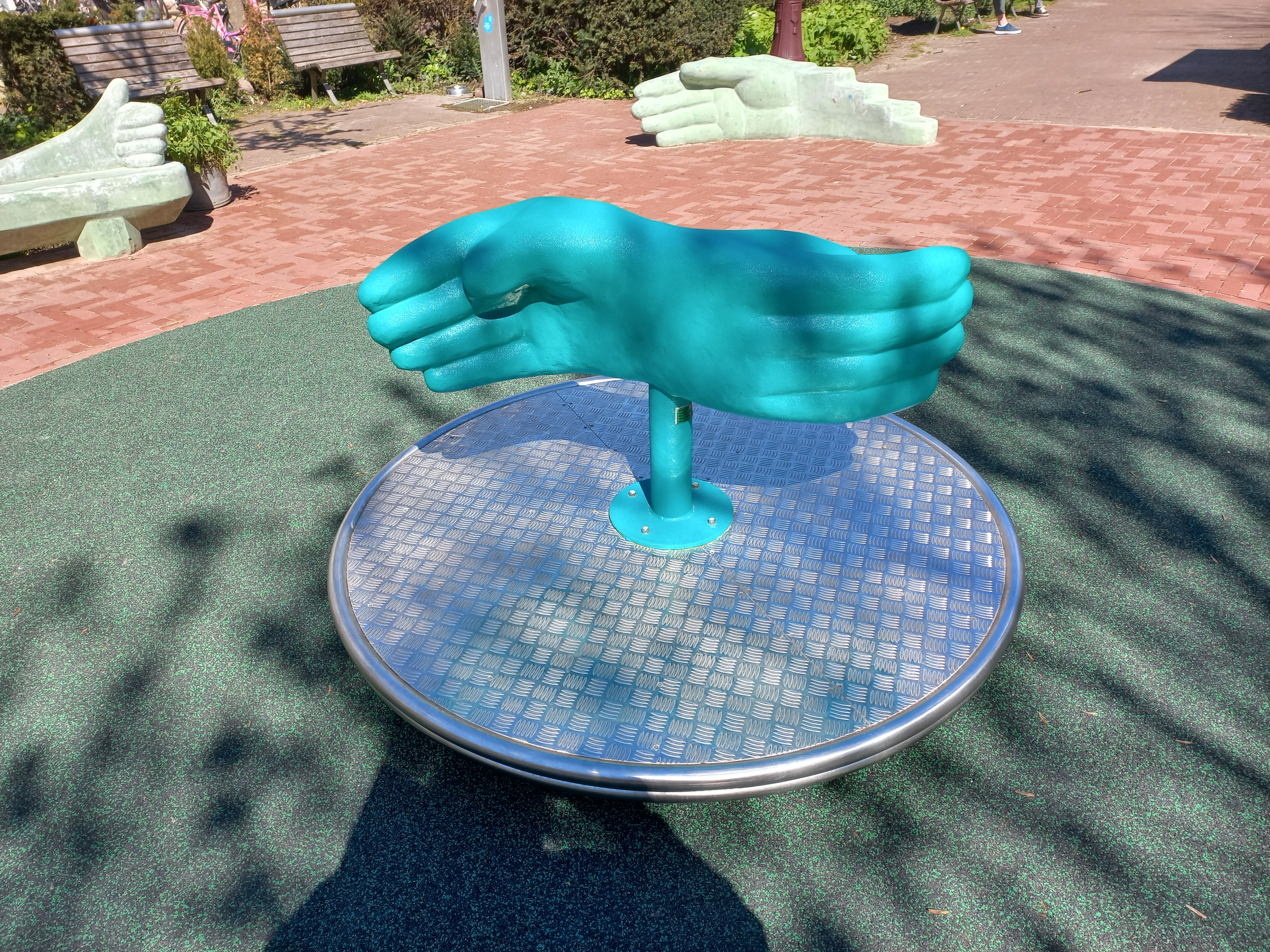
Draaischijf (april 2024)
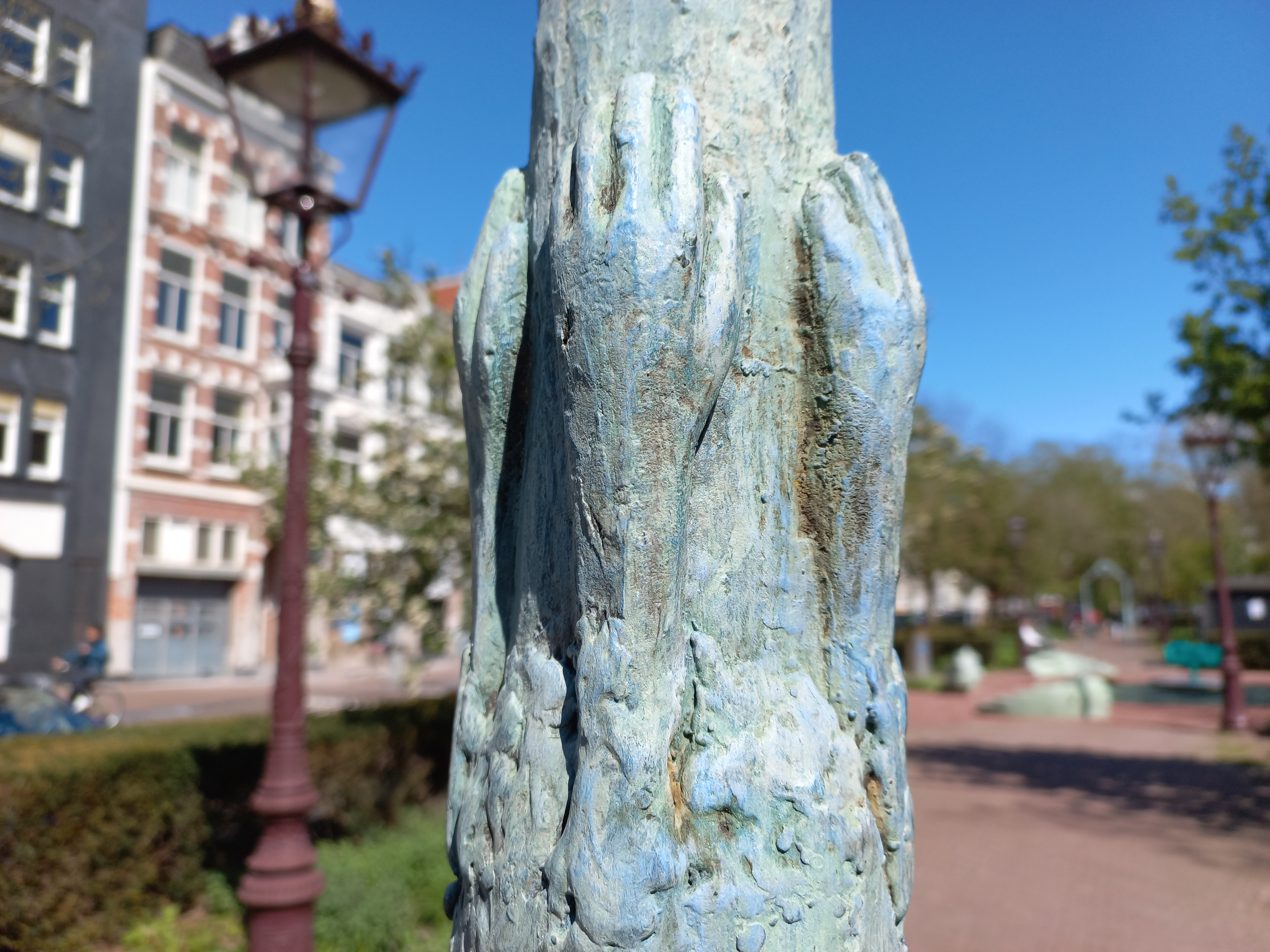
Handen op een poort (april 2024)
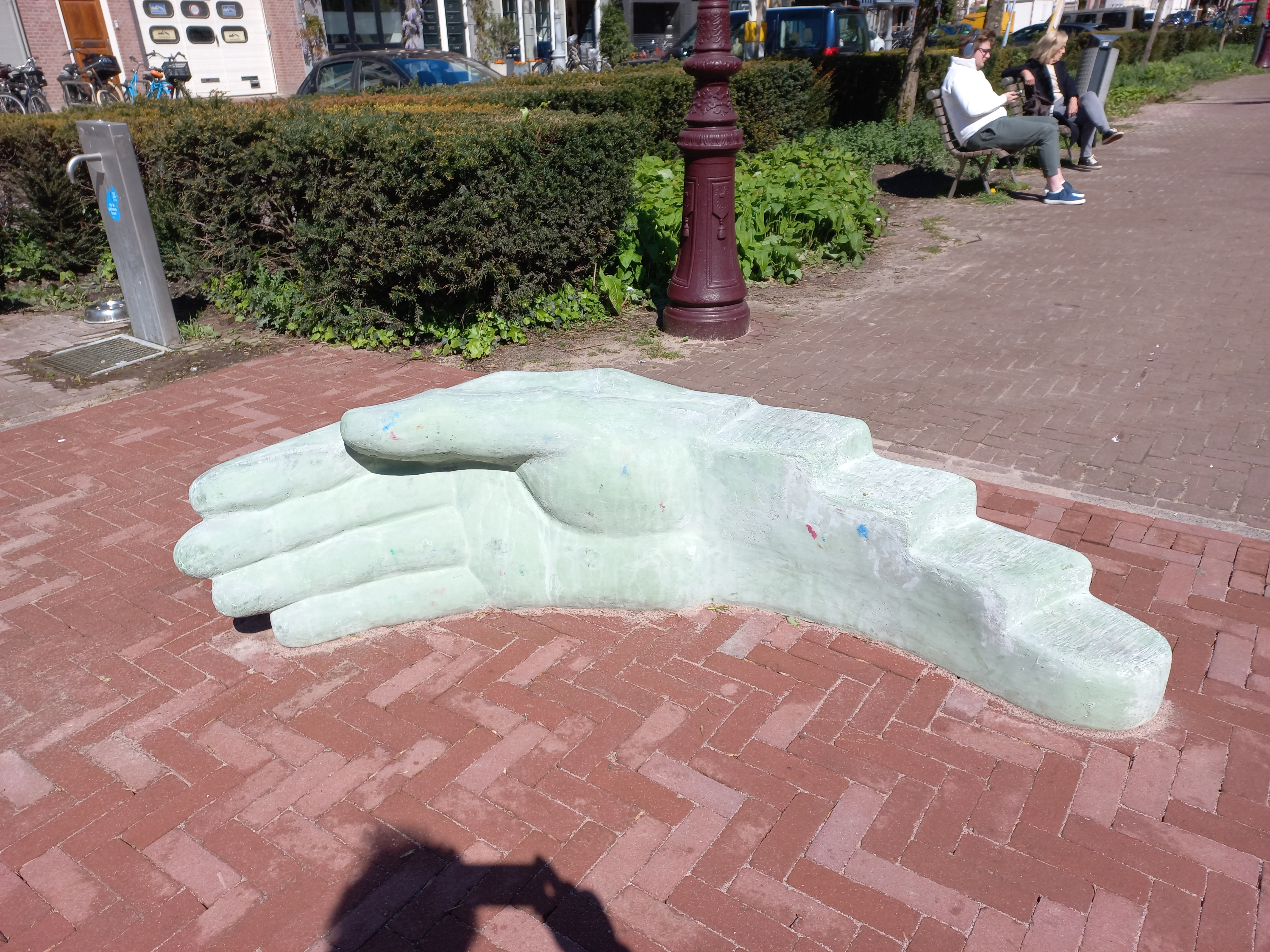
Trapje (april 2024)
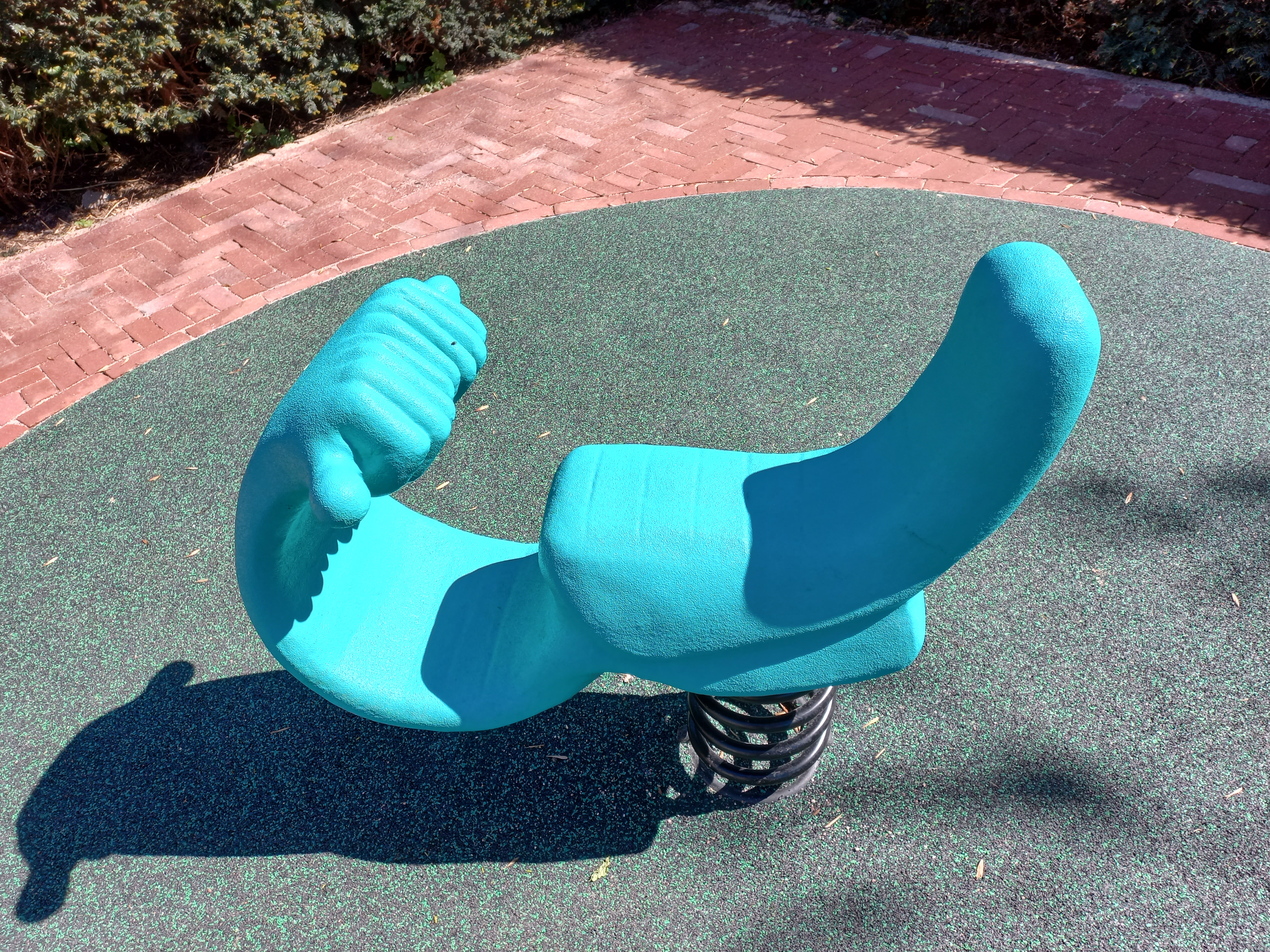
Variant van veertoestel (april 2024)